# Maelstrom (comics)
Pour les articles homonymes, voir Maelstrom (homonymie).
Maelstrom est un super-vilain évoluant dans l'univers Marvel de la maison d'édition Marvel Comics. Créé par le scénariste Mark Gruenwald et les dessinateurs Ralph Macchio et Ron Wilson (en), le personnage de fiction apparaît pour la première fois dans le comic book Marvel Two-in-One (en) #71 en janvier 1981.
C'est l'un des plus puissants adversaires de Quasar, et aussi un ennemi de la Chose des Quatre Fantastiques.

## Biographie du personnage

### Origines
Maelstrom est un hybride de la race des Déviants et des Inhumains, le seul connu à ce jour. Âgé d'une centaine d'années, il possède un pouvoir terrible, et est aussi intelligent qu'il est fou.
Son père, Phaeder, fut exilé de la cité d'Attilan (la cités des Inhumains) après avoir proclamé vouloir créer des clones. Il échoua dans une cité Déviante où il épousa une femme nommée Morga, qui donna naissance à Maelstrom. Maelstrom fut poussé dans les puits à esclaves, tandis que sa mère était tuée. Il fut sauvé par son père, et ensemble ils préparèrent leur revanche contre la race des Déviants et des Inhumains.

### Parcours
Sous les conseils de son père, Maelstrom devint l'un des plus grands généticiens du monde. Il travailla avec plusieurs super-criminels pour obtenir plus d'informations. Avec ses travaux, il est indirectement à la base de plusieurs évènements de l'univers Marvel, comme la Saga du Clone de Spider-Man, ou la résurrection de Crâne rouge.
Il élimina son père pour échapper à Flèche noire, puis se lança dans le crime de grande envergure jusqu'à ce qu'il soit décorporralisé. Devenu un simple esprit éthéré, il rencontra Chronos, lui aussi sans corps, qui lui parla d'Oblivion.
Il s'appropria le pouvoir d'Anomalie et chercha à devenir une pure Loi scientifique (sorte de sous-entité du Chaos). Il tenta même de faire s'effondrer tout l'univers sur lui-même pour qu'il ne reste que lui, pouvant alors recréer un monde selon ses désirs. Mais ses plans échouèrent.
Il fut finalement détruit par Quasar, dont les pouvoirs avaient été augmentés par Origine, ce qui surprit Maelstrom qui fut dévoré par sa propre énergie. Il fut ramené à la vie par ses serviteurs mais, quand il apprit qu'il avait presque tué son propre fils caché Ransak, il disparut.
Récemment, Maelstrom est revenu au grand jour, encore plus puissant. Les Vengeurs étant séparés, il ne restait que les Vengeurs des Grands Lacs pour lui barrer la route. Il réussit facilement à voler le matériel dont il avait besoin, et tua Dinah Soar (en).
Il engagea la Brigade de Batroc, cette dernière affrontant de nouveau les Vengeurs des Grands Lacs, tuant Grasshopper (en) au cours de la bagarre.
Pourtant, Mister Immortal (en) réussit à le piéger, et Maelstrom se suicida.

## Pouvoirs et capacités
Maelström peut manipuler l'énergie cinétique. Il peut ainsi absorber littéralement toute attaque et utiliser l'énergie absorbée à ses propres fins, telles que l'amélioration de sa force, la projection d'énergie, la création de champ de force et le changement de sa taille.
En complément de ses pouvoirs, c'est un génie en biologie et en génétique. C'est aussi un très bon technicien.
- Le code génétique unique de Maelstrom lui donne une force bien supérieure à celle d'un humain standard. Il a appris à l'augmenter encore en absorbant l'énergie cinétique. Une fois, il a même absorbé la force kinétique de la Terre entière. Sa force n'a pas été mesurée lors de cet événement, mais elle semblait alors illimitée.
- Il peut aussi contrôler mentalement sa taille, pouvant grandir et rapetisser jusqu’à des limites encore inconnues.

Pendant une courte période, Maelström a possédé les bracelets quantiques de Quasar, ce qui lui permettait de puiser dans une énergie pratiquement illimitée venue d'une autre dimension appelée la « Zone quantique ». Il a également acquis une « conscience cosmique » après avoir volé le secret de l'entité cosmique Eon.

## Serviteurs
Gronk est un humanoïde obèse, pesant 210 kg, possédant une force colossale, grâce aux brumes tératogènes des Inhumains. Sa résistance était aussi extraordinaire, lui permettant de recevoir des coups de la part d'Hercule. Il secrète une sueur chimique extrêmement collante. On ignore l'origine exacte de Gronk mais il était soit Inhumain soit Déviant.
Acolyte de Phobius et Hélio, Gronk était le garde du corps de Maelstrom. Ils furent envoyés sur l'Hydro-Base pour voler un composant chimique d'Anti-Terrigène. Il affronta Mister Fantastic, La Chose, Gorgone, Karnak, et Manta. Les serviteurs furent capturés, puis tués par Deathurge, à la demande de Maelstrom.
Le clone de Gronk fut plus tard activé par Maelstrom, et envoyé avec ses deux camarades contre les Vengeurs. Ils affrontèrent Iron Man et Starfox mais furent une nouvelle fois vaincus. Des mois plus tard, Gronk fut chargé de garder Quasar, prisonnier de Maelstrom. Les serviteurs luttèrent contre Dragon-lune et Circé, qui transforma Gronk en porc. Plus tard, Gronk aida à la capture de Ransak et Karkas à Olympia, pourtant protégés par Les Éternels. Le dernier corps cloné de Gronk fut finalement détruit par la Chose.
Hélio dispose de pouvoirs liés à l'air, il peut par exemple voler, ou projeter ses adversaires par des rafales de vent, voire créer une bulle d'air haute pression autour d'eux.
Phobios réalise les interrogatoires des prisonniers de Maelstrom. Il est capable de provoquer temporairement la peur, créant des crises de panique chez ses victimes.